# Лохнер, Георг
Гео́рг Ло́хнер  (нем. Georg Lochner; 1824 — 1910) — деятель немецкого и международного рабочего движения. 
По профессии рабочий-столяр. Был членом «Союза коммунистов». В 1852 эмигрировал в Лондон. Член Генерального совета 1-го Интернационала в 1864—66 и 1871—72. Делегат Германии на Лондонской конференции 1865. Участвовал в работах Лондонской конференции 1871. В «Союзе коммунистов» и в Генеральном совете принадлежал к сторонникам и друзьям Маркса и Энгельса.